# Salopette

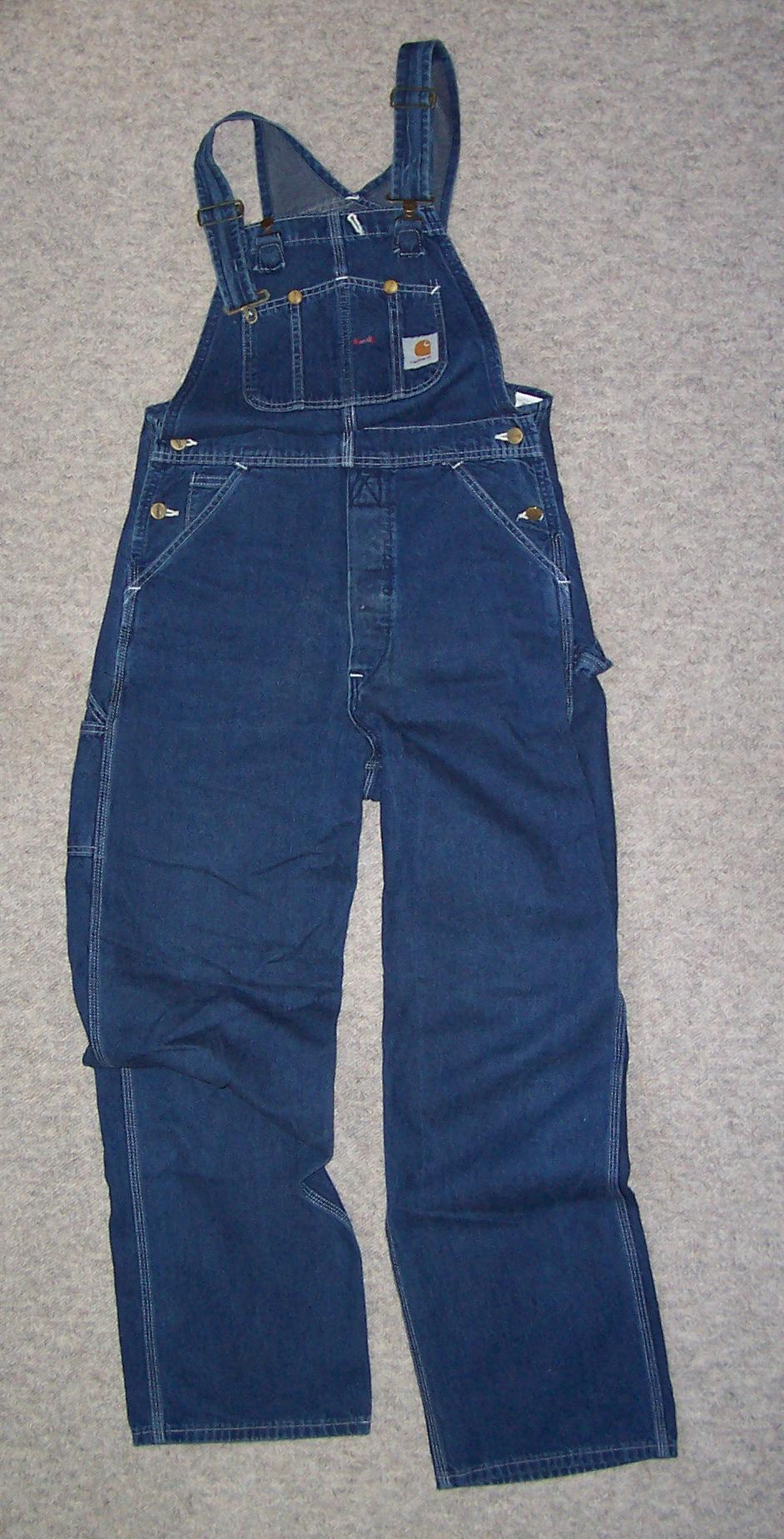
Una salopette in denim.

La salopette è un capo di abbigliamento unisex.

## Descrizione
Si tratta di pantaloni dalle gambe più ampie del normale, che presentano un prolungamento sul busto in forma di una pettorina sorretta da due bretelle, incrociate sulla schiena. Normalmente è realizzata in tela denim, ed è dotata di molteplici tasche.
La salopette nacque nella seconda metà del XIX secolo come un indumento da lavoro, a opera di Levi Strauss, e venne utilizzato principalmente dagli operai, per via della sua resistenza e della sua praticità. Entrò a far parte del guardaroba casual di molte persone nel corso degli anni sessanta. In seguito la salopette cominciò ad essere realizzata in diversi materiali e in diverse varianti (un esempio è la gonna-salopette), che consentirono all'indumento di assumere scopi più specifici, come per esempio essere indossata come tuta da neve. È particolarmente diffusa anche nella moda pre-maman.